# 金寶 (阿拉巴馬州)
金寶（英語：Jumbo）是一個位於美國阿拉巴馬州奇爾頓縣的非建制地區。該地的面積和人口皆未知。

## 地理
金寶的座標為32°58′02″N 86°35′26″W / 32.96722°N 86.59055°W，而該地最高點為海拔高度123米（即404英尺）。